# Richard W. Parker

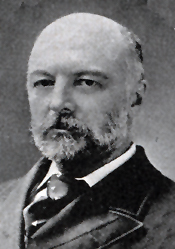
Richard W. Parker

Richard Wayne Parker (* 6. August 1848 in Morristown, New Jersey; † 28. November 1923 in Paris, Frankreich) war ein US-amerikanischer Politiker. Zwischen 1895 und 1923 vertrat er mehrfach den Bundesstaat New Jersey im US-Repräsentantenhaus.

## Werdegang
Richard Parker, Enkel des Kongressabgeordneten James Parker (1776–1868), besuchte bis 1867 das Princeton College. Nach einem anschließenden Jurastudium am Columbia College und seiner 1869 erfolgten Zulassung als Rechtsanwalt begann er ab 1870 in Newark in diesem Beruf zu arbeiten. Gleichzeitig schlug er als Mitglied der Republikanischen Partei eine politische Laufbahn ein. Zwischen 1885 und 1886 war er Abgeordneter in der New Jersey General Assembly. Im Jahr 1892 kandidierte er noch erfolglos für den Kongress.
Bei den Kongresswahlen des Jahres 1894 wurde Parker dann aber im sechsten Wahlbezirk von New Jersey in das US-Repräsentantenhaus in Washington, D.C. gewählt, wo er am 4. März 1895 die Nachfolge von Thomas Dunn English antrat. Nach sieben Wiederwahlen konnte er bis zum 3. März 1911 acht Legislaturperioden im Kongress absolvieren. Seit 1903 vertrat er als Nachfolger von Allan Langdon McDermott den siebten Distrikt seines Staates. In seine Zeit als Kongressabgeordneter fiel der Spanisch-Amerikanische Krieg. Zwischen 1909 und 1911 war er Vorsitzender des Justizausschusses. Im Jahr 1910 wurde Parker nicht bestätigt. In der Folge praktizierte er wieder als Anwalt.
Nach dem Rücktritt des Abgeordneten Walter I. McCoy wurde er bei der fälligen Nachwahl für den neunten Sitz seines Staates als dessen Nachfolger in den Kongress gewählt, wo er am 1. Dezember 1914 sein neues Mandat antrat. Nach zwei Wiederwahlen konnte er bis zum 3. März 1919 im Repräsentantenhaus verbleiben. In diese Zeit fiel der Erste Weltkrieg. 1916 war er Delegierter zur Republican National Convention in Chicago, auf der Charles Evans Hughes als Präsidentschaftskandidat nominiert wurde. Im Jahr 1918 unterlag Parker dem Demokraten Daniel F. Minahan. Bei den Wahlen des Jahres 1920 wurde er dann erneut in den Kongress gewählt, wo er am 4. März 1921 Minahan wieder ablöste. Da er im Jahr 1922 nicht wiedergewählt wurde, konnte er bis zum 3. März 1923 nur noch eine Amtszeit im Repräsentantenhaus verbringen. Er starb am 28. November 1923 in der französischen Hauptstadt Paris und wurde in Perth Amboy beigesetzt.